# Vísperas
Vísperas és una sèrie de televisió d'Espanya de 6 episodis, emesa per La 1 de TVE l'any 1987. Amb direcció d'Eugenio Martín, està basada en la trilogia de l'escriptor Manuel Andújar Muñoz. El pressupost de la sèrie va ser de 300 milions de pessetes. Rodada en la localitat de Jaén de La Carolina.

## Argument
Ambientada en l'Andalusia de principis de segle xx, la sèrie se centra en la relació entre dues famílies en un entorn de conflictivitat social i canvis econòmics. D'una banda la de Benito i la seva mare Gabriela, que no va dubtar mai a enfrontar-se als abusos del cacic local, Santiago. D'altra banda, la de Miguel que ha d'afrontar la mort del seu pare, miner a La Carolina.

## Protagonistes
- Álvaro de Luna
- Laura del Sol
- Juan Echanove
- Mercè Sampietro
- Rafael Álvarez "El Brujo"
- Isabel Mestres
- Günter Meisner